# Lijst van voetbalclubs aangesloten bij de Noordhollandsche Voetbalbond
Dit is een lijst van voetbalclubs die aangesloten en/of actief zijn geweest bij de Noordhollandsche Voetbalbond (NHVB).
Vanaf 1940 waren clubs uit de regio van de Noordhollandsche Voetbalbond automatisch lid van de Noordhollandsche Voetbalbond zodra zij zich hadden ingeschreven bij de KNVB.

## Legenda
(1) achter de clubnaam - Zijn meerdere clubs met dezelfde naam geweest, echter zijn verschillende clubs.
   bij Lid sinds - Club is heropgericht of heringeschreven, echter de datum hiervan is onbekend.
   bij Lid tot - Club is uitgeschreven of opgeheven voor 1996, datum hiervan is echter onbekend.
—  bij Lid tot - Club is tot einde van de bond (1996) actief gebleven.
| Club                      | Plaats                | Lid sinds                              | Lid tot                     | Bijzonderheden |
| ------------------------- | --------------------- | -------------------------------------- | --------------------------- | --- |
| VV Aartswoud              | Aartswoud             | juli 1933                              | februari 1941               | |
| ABC                       | De Haukes             | mei 1929                               | Vraag                       | |
| ADO'20                    | Heemskerk             | september 1940                         | —                           | Speelde tot 1940 bij de DHVB, heette tot nov 1940 ADO |
| AFC '34                   | Alkmaar               | september 1940                         | —                           | Speelde tot 1940 bij de DHVB, heette tot 1969 RKAFC |
| AFC                       | Amsterdam             | 1908                                   | augustus 1911               | Speelde tot 1908 en vanaf 1911 bij de Amsterdamsche Voetbalbond |
| AHC                       | Alkmaar               | september 1918                         | november 1920               | |
| VV Akersloot              | Akersloot             | juni 1932                              | oktober 1941                | |
| Alcmaria Victrix          | Alkmaar               | 1906                                   | —                           | |
| VV Alkmaar (1)            | Alkmaar               | augustus 1913                          | september 1918              | Heette tot november 1913 SDO |
| VV Alkmaar (2)            | Alkmaar               | september 1919                         | augustus 1927               | Heette tot januari 1922 Go Ahead, in 1927 gefuseerd tot VAFC Alkmaar                                                                                                |
| VV Alkmaar (3)            | Alkmaar               | augustus 1920                          | januari 1922                | Heette tot november 1920 AFC |
| VV Alkmaarsche Boys       | Alkmaar               | juli 1931                              | —                           | |
| SV Always Forward         | Hoorn                 | september 1940                         | —                           | Speelde tot 1940 bij de DHVB |
| AVV Andijk                | Andijk                | augustus 1928                          | —                           | |
| Andijkse Boys             | Andijk                | oktober 1934                           | december 1939               | |
| VV Anna Paulowna (1)      | Anna Paulowna         | oktober 1914                           | oktober 1916                | |
| VV Anna Paulowna (2)      | Anna Paulowna         | augustus 1925                          | juni 1933                   | Speelde tot 1925 bij de Westfriesche Voetbalbond onder de naam Concordia                                                                                            |
| VV Assendelft             | Assendelft            | september 1912                         | —                           | |
| ASV                       | Andijk                | oktober 1919                           | 1933                        | |
| VV Atlas (1)              | Den Helder            | oktober 1923                           | september 1926              | Heette in 1923 Stormvogels |
| VV Atlas (2)              | Den Helder            | 1934                                   | juni 1948                   | |
| Avia                      | Den Helder            | september 1920                         | april 1922                  | In 1923 heropgericht onder de naam MLD. |
| AVV                       | Alkmaar               | november 1906                          | Vraag                       | |
| VV Barsingerhorn          | Barsingerhorn         | augustus 1938                          | Vraag                       | |
| HVV Batavier              | Den Helder            | oktober 1919                           | januari 1929                | Heette tot oktober 1919 HVV. |
| VV Beemster               | Middenbeemster        | augustus 1922                          | 1926                        | |
| SV Beemster               | Middenbeemster        | november 1926                          | —                           | |
| Berdos                    | Bergen                | september 1940                         | —                           | |
| BSV Bergen                | Bergen                | augustus 1920                          | —                           | |
| VV Berkhout               | Berkhout              | juni 1932                              | —                           | |
| SV Beverwijk              | Beverwijk             | augustus 1928                          | september 1929              | Was tot 1928 aangesloten bij de DHVB, vanaf 1929 bij de Haarlemsche Voetbalbond                                                                                     |
| BKC                       | Anna Paulowna         | september 1930                         | —                           | |
| CVV Blauw Wit (W)         | Wormerveer            | september 1940                         | —                           | Was tot 1940 aangesloten bij de CNVB |
| VV Bloemendaal            | Bloemendaal           | 1906                                   | 1909                        | Heette tot 1908 BVV, was tot 1906 en vanaf 1909 aangesloten bij de Haarlemsche Voetbalbond                                                                          |
| VV De Blokkers            | Oosterblokker         | september 1940                         | —                           | Was tot 1940 aangesloten bij de DHVB |
| VV Bovenkarspel           | Bovenkarspel          | augustus 1928                          | Vraag                       | |
| VV Breezand               | Breezand              | juni 1925                              | juni 1930                   | |
| Brinio                    | Monnickendam          | oktober 1921                           | november 1926               | |
| VV Broek in Waterland (1) | Broek in Waterland    | augustus 1921                          | september 1924              | Heette tot januari 1922 VDW |
| VV Broek in Waterland (2) | Broek in Waterland    | oktober 1925                           | december 1926               | |
| VV Broek in Waterland (3) | Broek in Waterland    | december 1926                          | januari 1928                | |
| VV Bruijnzeel             | Zaandam               | juni 1926                              | september 1929              | |
| VV Buiksloot              | Amsterdam             | oktober 1922                           | juni 1933                   | |
| BVV                       | Beverwijk             | > 1903                                 | Vraag                       | Was eerder aangesloten bij de Haarlemsche Voetbalbond |
| VV Callantsoog            | Callantsoog           | juli 1930                              | —                           | |
| VV Castricum              | Castricum             | juni 1912                              | januari 1914                | |
| VV De Cocksdorp           | De Cocksdorp          | 1933                                   | februari 1940               | |
| Con Zelo                  | Waarland              | september 1940                         | —                           | Was tot 1940 aangesloten bij de DHVB |
| Concordiaan               | Den Helder            | Vraag                                  | september 1919              | Ging vanaf december 1919 verder als NWD. Opgegaan in HRC in 1920 |
| CSV (1)                   | Castricum             | augustus 1918                          | augustus 1927               | |
| CSV (2)                   | Castricum             | mei 1930                               | —                           | |
| DBK                       | Grootschermer         | oktober 1922                           | juni 1933                   | |
| DES (1)                   | Zaandam               | september 1912                         | Vraag                       | |
| DES (2)                   | Zaandam               | augustus 1929                          | 1934                        | |
| SV DESS                   | Sijbekarspel          | september 1931                         | —                           | Heette tot januari 1933 DES, tussen 1933 en 1957 SV Sijbekarspel |
| De Dijkers                | Zaandam               | augustus 1921                          | december 1926               | Heette tot februari 1922 DVO, tussen februari 1922 en augustus 1924 RCD                                                                                             |
| Dindua                    | Enkhuizen             | september 1940                         | —                           | |
| VV Dirkshorn              | Dirkshorn             | 1932                                   | —                           | |
| VV Dolfijnen              | Egmond aan Zee        | augustus 1922                          | november 1926               | Heette tot oktober 1922 NAS |
| DOS                       | Heerhugowaard         | juli 1923                              | augustus 1923               | |
| DOSB                      | Amsterdam             | 1906                                   | 1909                        | Was tot 1906 en vanaf 1909 aangesloten bij de Amsterdamsche Voetbalbond                                                                                             |
| DRC                       | Durgerdam             | augustus 1931                          | —                           | Club kreeg meerdere malen toestemming van de Amsterdamsche Voetbalbond om uit te komen in Noord-Holland                                                             |
| SV DTS                    | Oudkarspel            | oktober 1922                           | —                           | |
| DTV                       | Heerhugowaard         | juli 1923                              | juni 1933                   | |
| Duinrand S                | Schoorl               | juni 1990                              | —                           | |
| VV Durgerdam              | Durgerdam             | augustus 1921                          | augustus 1926               | Heette tot november 1921 Excelsior |
| DWV                       | Nieuwendam            | augustus 1913                          | september 1924              | Was vanaf 1924 aangesloten bij de Amsterdamsche Voetbalbond |
| EDO                       | Koog aan de Zaan      | december 1911                          | januari 1912                | Heette vanaf januari 1912 KFC |
| VV Egmondia               | Egmond                | augustus 1939                          | —                           | |
| Egmondsche Boys           | Egmond aan Zee        | 1932                                   | februari 1941               | |
| EVV                       | Egmond aan Zee        | augustus 1921                          | januari 1926                | |
| ESV '30                   | Egmond Binnen         | september 1940                         | maart 1941                  | Was tot 1940 aangesloten bij de DHVB onder de naam ESV |
| EVC                       | Edam                  | november 1914                          | —                           | |
| EVE                       | Enkhuizen             | september 1940                         | november 1942               | Was tot 1940 aangesloten bij de DHVB, in 1942 naamsverandering ondergaan                                                                                            |
| Excelsior                 | Den Helder            | oktober 1914                           | Vraag                       | |
| Flevo                     | Middenmeer            | maart 1935                             | juni 1942                   | |
| Geel Blauw Zaandam        | Zaandam               | augustus 1913                          | november 1920               | Heette tot september 1913 Victorie |
| RKHV Geel-Wit             | Den Helder            | augustus 1921                          | september 1929              | Het eerste elftal speelde in de DHVB en het tweede en derde in de NHVB. Na november 1925 ook bekend onder de naam WGW.                                              |
| SV Geel-Zwart '30         | 't Zand               | februari 1941                          | —                           | |
| Geel Zwart                | Purmerland            | juni 1921                              | Vraag                       | |
| De Geel Zwarten           | Purmerend             | februari 1914                          | Vraag                       | |
| ASV Go Ahead'18           | Alkmaar               | juli 1930                              | —                           | Heette tot 1932 Go Ahead, tussen 1932 en 1943 VV Alkmaar |
| SV Graftdijk              | West-Graftdijk        | 1932                                   | —                           | |
| VV Grasshoppers           | Hoogwoud              | september 1940                         | —                           | Was tot 1940 aangesloten bij de DHVB |
| Groen Wit                 | Monnickendam          | augustus 1921                          | Vraag                       | |
| GSV                       | Grootschermer         | december 1926 1932                     | 1928 —                      | Heropgericht |
| GVO                       | Krommenie             | september 1940                         | —                           | Was tot 1940 aangesloten bij de DHVB |
| HAC                       | Zaandam               | december 1911                          | Vraag                       | |
| VV Hauwert                | Hauwert               | 1933                                   | Vraag                       | |
| HB & ZVS                  | Den Helder            | december 1913                          | april 1919                  | Was tot 1913 aangesloten bij de Heldersche Voetbalbond, heette tot september 1915 HBS, tussen december 1915 en augustus 1918 SHBS, in augustus 1918 ZVS             |
| HVV Heiloo                | Heiloo                | juni 1912                              | november 1914               | |
| VV Heiloo                 | Heiloo                | augustus 1921                          | november 1929               | Heette tot december 1921 VVH |
| HFC Helder                | Den Helder            | september 1913                         | —                           | Was tot 1913 aangesloten bij de Heldersche Voetbalbond |
| Heldersche Boys           | Den Helder            | juni 1932                              | maart 1942                  | |
| VV Hem (1)                | Hem                   | september 1924                         | december 1926               | Heette tot december 1924 VV Blokker |
| VV Hem (2)                | Hem                   | juli 1931                              | 1938                        | Heette tot sep 1931 Stormvogels, in 1938 opgegaan in De Valken |
| HEO                       | Hoogkarspel           | april 1932                             | 1969                        | In 1969 gefuseerd tot SC Spirit '30 |
| HFC                       | Haarlem               | 1906                                   | 1909                        | Was voor 1906 en vanaf 1909 aangesloten bij de Haarlemsche Voetbalbond                                                                                              |
| HHVV                      | Haarlem               | september 1907                         | 1913                        | Was ook gelijkertijd aangesloten bij de Haarlemsche Voetbalbond, heette tot oktober 1912 HVV                                                                        |
| VV Holland                | Alkmaar               | september 1909                         | november 1918               | In 1918 gefuseerd tot AHC |
| VV Holland                | Noord-Scharwoude      | augustus 1921                          | Vraag                       | |
| VV Hollandia T            | Tuitjenhorn           | september 1940                         | —                           | Was tot 1940 aangesloten bij de DHVB |
| HVV Hollandia             | Hoorn                 | 1906                                   | —                           | Heette tot sep 1909 Volharding |
| VV Hoogkarspel            | Hoogkarspel           | juli 1925                              | Vraag                       | |
| VV Hoorn                  | Hoorn                 | juli 1927                              | oktober 1930                | |
| HOSV                      | Langereis             | juli 1931                              | —                           | Heette tot juli 1942 VCL |
| Horna                     | Hoorn                 | oktober 1937                           | Vraag                       | |
| HRC                       | Den Helder            | mei 1920                               | —                           | |
| HSV Sport 1889            | Hoorn                 | september 1902 december 1917 juni 1934 | december 1915 juni 1921 —   | Heette tot december 1915 Sport, tussen 1917 en 1921 VV Hoorn, tussen 1934 en 1952 Sporters, beide keren heropgericht                                                |
| HSV                       | Hoogwoud              | augustus 1925                          | juni 1933                   | Was tot 1925 aangesloten bij de Westfriesche Voetbalbond onder de naam HFC                                                                                          |
| HSV                       | Haarlem               | juli 1912                              | 1913                        | Club was in het seizoen 1912/13 ook geregistreerd bij de Haarlemsche Voetbalbond, vanaf 1913 alleen nog bij de Haarlemsche Voetbalbond                              |
| VV HSV                    | Heiloo                | september 1940                         | —                           | Was tot 1940 aangesloten bij de DHVB |
| Hugo Boys                 | Heerhugowaard         | september 1940                         | —                           | Was tot 1940 aangesloten bij de DHVB |
| HVV                       | Den Helder            | oktober 1914                           | oktober 1919                | Ging vanaf oktober 1919 verder als HVV De Batavier. |
| IDW                       | Enkhuizen             | augustus 1919                          | november 1920               | Heette tot oktober 1919 Jong Avanti |
| IDW                       | Bovenkarspel          | juli 1920                              | juni 1933                   | Heette tot november 1920 Avanti |
| VV Ilpendam (1)           | Ilpendam              | juli 1921                              | december 1926               | |
| VV Ilpendam (2)           | Ilpendam              | augustus 1929                          | maart 1942                  | |
| VV Ilpensteijn            | Ilpendam              | oktober 1916                           | november 1920               | |
| VV Ilpensteijn            | Den Ilp               | september 1931                         | januari 1938                | |
| ISV                       | Den Ilp               | december 1939                          | Vraag                       | |
| IVV                       | Den Ilp               | juni 1921                              | juni 1933                   | In 1933 gefuseerd tot IVV Landsmeer |
| IVV Landsmeer             | Landsmeer             | juni 1923                              | —                           | |
| VV Jisp                   | Jisp                  | 1933                                   | —                           | |
| CSV Jong Holland          | Alkmaar               | september 1940                         | —                           | Was tot 1940 aangesloten bij de CNVB |
| Juliana                   | Oosterblokker         | juli 1920                              | juni 1921                   | |
| JVC Julianadorp           | Julianadorp           | augustus 1922                          | —                           | Heette van oktober 1941 tot augustus 1945 VV Koegras |
| BVV De Kennemers          | Beverwijk             | augustus 1919                          | april 1920                  | Was vanaf 1920 aangesloten bij de Haarlemsche Voetbalbond |
| KFC                       | Koog aan de Zaan      | november 1912                          | —                           | Heette van oktober 1910 tot november 1912 EDO |
| VV KGB                    | Bovenkarspel          | september 1940                         | —                           | Was tot 1940 aangesloten bij de DHVB |
| VV Kleine Sluis           | Anna Paulowna         | augustus 1925                          | september 1930              | Was tot 1925 aangesloten bij de Westfriesche Voetbalbond onder de naam Excelsior, heette tussen juli 1925 en augustus 1926 VVAP, in 1930 gefuseerd tot BKC          |
| VV Knollendam (1)         | Oostknollendam        | november 1922                          | augustus 1930               | Heette tot maart 1923 VVK |
| VV Knollendam (2)         | Oostknollendam        | juli 1932                              | —                           | |
| VV Koedijk                | Koedijk               | september 1922                         | november 1924               | |
| SV Koedijk                | Koedijk               | september 1930                         | —                           | Heette tot januari 1933 KSV, in januari en februari 1933 SCK |
| VV Kolhorn                | Kolhorn               | 1929                                   | oktober 1935                | |
| VV Kolping Boys           | Oudorp                | september 1940                         | —                           | Was tot 1940 aangesloten bij de DHVB |
| Krommeniedijker Boys      | Krommeniedijk         | oktober 1935okt 1935                   | september 1941              | |
| KVV                       | Koog aan de Zaan      | juli 1915jul 1915                      | oktober 1916                | |
| KVV (1)                   | Krommenie             | september 1907sep 1907                 | juli 1910                   | |
| KVV (2)                   | Krommenie             | augustus 1918                          | —                           | |
| VV Kwadijk                | Kwadijk               | 1933                                   | —                           | |
| VV Landsmeer              | Landsmeer             | juli 1920                              | juni 1933                   | In 1933 gefuseerd tot IVV Landsmeer |
| VV Langendijk             | Oudkarspel            | december 1922                          | juni 1933                   | |
| Leonidas                  | Den Helder            | oktober 1914                           | Vraag                       | |
| VV Limmen                 | Limmen                | september 1921                         | november 1921               | |
| VV Limmen (3)             | Limmen                | september 1940                         | —                           | Was tot 1940 aangesloten bij de DHVB |
| LSVV                      | Zuid Scharwoude       | september 1940                         | —                           | Was tot 1940 aangesloten bij de DHVB |
| Majoor                    | Beverwijk             | september 1922                         | Vraag                       | |
| Meervogels                | Zaandam               | 1916                                   | 1973                        | Fuseerde in 1973 tot VV Zaanstad |
| Meervogels '31            | Akersloot             | september 1940                         | —                           | Was tot 1940 aangesloten bij de DHVB, club heette eerder De Meervogels                                                                                              |
| MEVO                      | Alkmaar               | 1932                                   | maart 1942                  | |
| MFC Medemblik             | Medemblik             | december 1913                          | oktober 1916                | |
| MFC                       | Medemblik             | augustus 1920 oktober 1930             | mei 1924 —                  | |
| VV Middelie               | Middelie              | september 1932                         | januari 1938                | |
| MLD                       | Julianadorp           | september 1931                         | januari 1938                | |
| Mobilia                   | Den Helder            | oktober 1916                           | november 1918               | |
| VV MOC                    | Midwoud               | april 1935                             | —                           | |
| VV Monnickendam           | Monnickendam          | september 1930                         | —                           | Heette tot februari 1933 MVV |
| MVK                       | Blokker               | juli 1931                              | januari 1938                | |
| VV Nauêrna                | Nauerna               | juli 1922                              | januari 1928                | |
| VV Nieuwe Diep            | Den Helder            | oktober 1914                           | oktober 1916                | |
| VV Nieuwe Niedorp         | Nieuwe Niedorp        | juni 1925                              | —                           | Was tot 1925 aangesloten bij de Westfriesche Voetbalbond, heette tot 1934 NVV                                                                                       |
| NWD                       | Den Helder            |                                        | mei 1920                    | Heette tot december 1919 Concordiaan. Fuseerde in 1920 tot HRC. |
| OC                        | Oostzaan              | oktober 1916                           | november 1917               | |
| ODIZ                      | Zaandam               | juni 1921                              | 1973                        | Heette tot 1945 SV Verkade, in 1973 gefuseerd tot VV Zaanstad |
| OFC (1)                   | Oostzaan              | juli 1914                              | Vraag                       | |
| OFC (2)                   | Oostzaan              | juli 1920                              | september 1932              | |
| OFC (3)                   | Oostzaan              | augustus 1932                          | —                           | |
| OKB                       | Obdam                 | augustus 1931                          | maart 1942                  | |
| VV Oosterend              | Oosterend             | juli 1922                              | februari 1926               | |
| SV Oosterend              | Oosterend             | augustus 1935                          | maart 1942 —                | |
| VV Oosthuizen (1)         | Oosthuizen            | augustus 1923                          | augustus 1926               | Heette tot januari 1924 OVC |
| VV Oosthuizen (2)         | Oosthuizen            | december 1926                          | december 1926               | Club schreef zich binnen een week weer uit |
| VV Oosthuizen (3)         | Oosthuizen            | juni 1932                              | januari 1938                | Heette tot september 1932 ODIS |
| OSV                       | Oostzaan              | september 1919                         | —                           | |
| VV Oterleek               | Oterleek              | 1933                                   | januari 1938                | |
| VV Oudendijk              | Oudendijk             | augustus 1932                          | september 1940              | |
| VV Oudeschild             | Oudeschild            | 1933                                   | januari 1938                | |
| VV Oudesluis              | Oudesluis             | augustus 1925                          | —                           | Was tot 1925 aangesloten bij de Westfriesche Voetbalbond onder de naam DOSKO                                                                                        |
| VV Oudkarspel             | Oudkarspel            | juni 1921                              | juli 1933                   | |
| VV Oudorp (1)             | Oudorp                | juni 1923                              | april 1928                  | Was tot 1923 aangesloten bij de DHVB |
| VV Oudorp (2)             | Oudorp                | 1932                                   | Vraag                       | |
| OVV                       | Oostzaan              | juni 1911                              | oktober 1916                | |
| OWC                       | Zaandam               | oktober 1912                           | november 1914               | Heette tot december 1912 SDE |
| SV Petten                 | Petten                | augustus 1930                          | —                           | |
| PRC                       | Purmerend             | augustus 1932                          | februari 1936               | |
| PSCK                      | 't Kalf               | september 1940                         | —                           | Was tot 1940 aangesloten bij de DHVB |
| FC Purmerend              | Purmerend             | september 1940                         | —                           | Was tot 1940 aangesloten bij de DHVB |
| SC Purmerland             | Purmerland            | 1933                                   | —                           | |
| VV Purmerland             | Purmerland            | oktober 1921                           | augustus 1926               | |
| VV Purmersteijn           | Purmerend             | 1909                                   | januari 1946                | In 1946 gefuseerd tot VPV Purmersteijn |
| VPV Purmersteijn          | Purmerend             | januari 1946                           | —                           | |
| QCC                       | Zaandam               | september 1912                         | augustus 1928               | |
| QSC                       | Wormerveer            | november 1915                          | —                           | |
| Quick Z                   | Zaandam               | september 1912                         | Vraag                       | |
| RKVV Quosego              | Schagen               | september 1922                         | 1924                        | Was tot 1922 aangesloten bij de Westfriesche Voetbalbond |
| VV Ransdorp               | Ransdorp              | augustus 1922                          | december 1923               | |
| RCK                       | Koog aan de Zaan      | juli 1922                              | augustus 1927               | |
| RCV                       | Zaandam               | juli 1920                              | december 1920               | |
| VV RCZ                    | Zaandam               | juli 1921                              | —                           | |
| RCZ                       | Zaandam               | augustus 1913                          | Vraag                       | Heette tot september 1913 Neerlandia |
| REG                       | De Rijp               | september 1940                         | Vraag                       | Was tot 1940 aangesloten bij de DHVB, heette tot juni 1942 REO |
| SV De Rijp                | De Rijp               | juni 1932                              | —                           | |
| VV De Rijp                | De Rijp               | oktober 1922                           | september 1924              | |
| RKDVO                     | Medemblik             | september 1940                         | Vraag                       | Was tot 1940 aangesloten bij de DHVB onder de naam DVO |
| RKEDO SV                  | De Goorn              | september 1940                         | —                           | Was tot 1940 aangesloten bij de DHVB onder de naam EDO |
| Rood Wit                  | Alkmaar               | augustus 1921 januari 1927             | december 1926 februari 1928 | |
| Sandow                    | Purmerend             | 1934                                   | januari 1946                | In 1946 gefuseerd tot VPV Purmersteijn |
| VV Schagen                | Schagen               | oktober 1921                           | —                           | Heette tot 1930 Sparta, was betrokken bij de oprichting van de Westfriesche Voetbalbond                                                                             |
| VV Schagerbrug            | Schagerbrug           | oktober 1914                           | oktober 1916                | Heette tot november 1914 ZVV |
| ASV Schellingwoude        | Amsterdam             | 1921                                   | augustus 1927               | Heette tot dec 1921 DEV, was vanaf 1927 aangesloten bij de Amsterdamsche Voetbalbond                                                                                |
| VV Schellinkhout          | Schellinkhout         | september 1933                         | —                           | |
| VV Schoorl                | Schoorl               | september 1921                         | juni 1990                   | In 1990 gefuseerd tot Duinrand S |
| SDE                       | Wormerveer            | oktober 1916 september 1940            | 1920                        | Was tussen 1920 en 1940 aangesloten bij de DHVB |
| SDO                       | Koog aan de Zaan      |                                        | juni 1911                   | |
| SDOB                      | Broek in Waterland    | mei 1930                               | —                           | Heette tot sep 1930 SDO, tussen 1930 en 1950 VV Broek in Waterland                                                                                                  |
| VV SEW                    | Nibbixwoud            | september 1940                         | —                           | Was tot 1940 aangesloten bij de DHVB |
| RKSV Sint George          | Spierdijk             | september 1940                         | —                           | Was tot 1940 aangesloten bij de DHVB, heette tot 1971 RKVV Sint George                                                                                              |
| VV Sint Maarten           | Sint Maarten          | 1934                                   | 1934                        | |
| VV Sint Maartensvlotbrug  | Sint Maartensvlotbrug | augustus 1939                          | november 1942               | |
| Spanbroek-Opmeer VV       | Spanbroek             | juli 1924                              | juni 1933                   | Was tot 1924 aangesloten bij de Westfriesche Voetbalbond onder de naam Stormvogels, stond ook bekend als SOVV                                                       |
| SV Spartanen              | Wognum                | september 1940                         | —                           | Was tot 1940 aangesloten bij de DHVB |
| VV SRC                    | Schagen               | september 1940                         | —                           | Was tot 1940 aangesloten bij de DHVB |
| IJ.V.V. Stormvogels       | IJmuiden              | juni 1912                              | Vraag                       | Was later aangesloten bij de Haarlemsche Voetbalbond |
| VV Strandvogels           | Onderdijk             | september 1940                         | —                           | Was tot 1940 aangesloten bij de DHVB |
| VV Strandvogels           | Bovenkarspel          | september 1931                         | april 1942                  | |
| VV Succes                 | Hippolytushoef        | juni 1925                              | —                           | Was tot 1925 aangesloten bij de Westfriesche Voetbalbond |
| SVA Assendelft            | Assendelft            | september 1940                         | —                           | Was tot 1940 aangesloten bij de DHVB |
| SVS                       | Den Helder            | juli 1921                              | december 1928               | |
| SVV                       | Schoorldam            | juni 1921                              | Vraag                       | |
| SVW '27                   | Heerhugowaard         | september 1940                         | —                           | Was tot 1940 aangesloten bij de DHVB, heette eerder SVW |
| SV Texel                  | Den Burg              | september 1920                         | 1994                        | In 1994 gefuseerd tot VV Texel '94 |
| Texelsche Boys            | Den Burg              | maart 1935                             | maart 1942                  | |
| Thor                      | Hoorn                 | juli 1922                              | augustus 1924               | |
| Transvaal                 | Zaandam               | oktober 1906                           | Vraag                       | |
| Trio                      | Westzaan              | oktober 1909                           | oktober 1914                | |
| Trio                      | Westzaan              | augustus 1918                          | september 1918              | |
| TFC Twisk                 | Twisk                 | juni 1931                              | augustus 1940               | In 1940 gefuseerd tot TSV Twisk |
| TSV Twisk                 | Twisk                 | juni 1940                              | —                           | |
| VV Uitgeest               | Uitgeest              | augustus 1919                          | —                           | |
| Union                     | Grootebroek           | september 1940                         | september 1941              | Was tot 1940 aangesloten bij de DHVB |
| VV Ursem (1)              | Ursem                 | augustus 1923                          | september 1931              | |
| VV Ursem (2)              | Ursem                 | juni 1931                              | 1967                        | Stond ook bekend als VVU, in 1967 gefuseerd tot SC Dynamo |
| USVU                      | Uitgeest              | september 1940                         | —                           | Was tot 1940 aangesloten bij de DHVB, heette tot maart 1942 USV |
| VAFC                      | Alkmaar               | augustus 1919 augustus 1922            | oktober 1920 augustus 1927  | Was tussen 1920 en 1922 aangesloten bij de DHVB, in 1927 gefuseerd tot VAFC Alkmaar                                                                                 |
| VAFC Alkmaar              | Alkmaar               | augustus 1927                          | augustus 1929               | |
| SV De Valken              | Venhuizen             | september 1940                         | —                           | Was tot 1940 aangesloten bij de DHVB |
| Victori                   | Den Helder            | september 1919                         | mei 1920                    | |
| Victoria O                | Obdam                 | september 1940                         | —                           | Was tot 1940 aangesloten bij de DHVB, heette tot 1957 VV Sint Victor                                                                                                |
| VIOS-W                    | Warmenhuizen          | september 1940                         | —                           | Was tot 1940 aangesloten bij de DHVB onder de naam VIOS |
| Vitesse                   | Castricum             | september 1940                         | —                           | Was tot 1940 aangesloten bij de DHVB onder de naam Vitesse |
| Vitesse                   | Bovenkarspel          | juni 1929                              | Vraag                       | |
| RKAV Volendam             | Volendam              | augustus 1921 september 1940           | maart 1922 —                | Was tussen 1922 en 1940 aangesloten bij de DHVB, heette tot 1923 Victoria Volendam, tussen 1923 en 1977 RKSV Volendam                                               |
| Voorwaarts                | Barsingerhorn         | augustus 1925                          | januari 1928                | Was tot 1925 aangesloten bij de Westfriesche Voetbalbond |
| SV Vrone                  | Sint Pancras          | augustus 1921                          | Vraag                       | |
| VVA                       | Amsterdam             | 1908                                   | 1910                        | Alleen het 3e team, overige teams waren bij de Amsterdamsche Voetbalbond aangesloten                                                                                |
| VVH                       | Hoogkarspel           | augustus 1932                          | Vraag                       | |
| VVS                       | Alkmaar               | februari 1938                          | december 1939               | |
| VV VVW                    | Wervershoof           | september 1940                         | —                           | Was tot 1940 aangesloten bij de DHVB |
| VVZ Zaandam               | Zaandam               | 1916 september 1940                    | juni 1920 —                 | Heette in 1916 Hercules, was tussen 1920 en 1940 aangesloten bij de DHVB                                                                                            |
| VV VZV                    | 't Veld               | september 1940                         | —                           | Was tot 1940 aangesloten bij de DHVB |
| VV Watergang (1)          | Watergang             | juni 1912                              | oktober 1916                | Heette tot oktober 1912 Alcides |
| VV Watergang (2)          | Watergang             | september 1932                         | maart 1942                  | |
| SV Watervogels            | Den Helder            | 1932                                   | —                           | |
| VV Watervogels            | Watergang             | juni 1921                              | september 1924              | |
| WBSV                      | Westbeemster          | september 1940                         | —                           | Was tot 1940 aangesloten bij de DHVB |
| SV Westfriezen            | Zwaag                 | september 1940                         | —                           | Was tot 1940 aangesloten bij de DHVB |
| VV West Frisia            | Enkhuizen             | november 1913                          | —                           | |
| VV Westzaan               | Westzaan              | augustus 1921                          | 1946                        | In 1946 gefuseerd tot VVV Westzaan |
| VVV Westzaan              | Westzaan              | 1946                                   | —                           | |
| WFC Wormerveer            | Wormerveer            | augustus 1909                          | —                           | Was eerder aangesloten bij de Zaansche Voetbalbond |
| SV Wieringerwaard         | Wieringerwaard        | september 1925                         | —                           | Was tot 1925 aangesloten bij de Westfriesche Voetbalbond onder de naam WFC                                                                                          |
| VV Wijde Wormer           | Wormerveer            | 1932                                   | oktober 1935                | |
| VV Wijdenes               | Wijdenes              | maart 1935                             | januari 1938                | |
| WIK                       | Den Helder            | september 1919                         | Vraag                       | Heette voordien Stormvogels |
| VV Willem Eggert          | Purmerend             | september 1918                         | augustus 1920               | Was vanaf 1920 aangesloten bij de DHVB |
| VV Winkel                 | Winkel                | oktober 1939                           | —                           | |
| VV Wit Rood               | Hoogkarspel           | september 1940                         | 1968                        | Was tot 1940 aangesloten bij de DHVB, in 1968 gefuseerd tot SC Spirit '30                                                                                           |
| VV Wormer                 | Wormer                | juli 1922                              | september 1925              | |
| VV Wormerveer             | Wormerveer            | augustus 1912                          | september 1913              | |
| VV Woudia                 | Westwoud              | september 1940                         | —                           | Was tot 1940 aangesloten bij de DHVB |
| WSV '30                   | Wormer                | september 1940                         | —                           | Was tot 1940 aangesloten bij de DHVB, heette tot januari 1942 WSV                                                                                                   |
| WRC                       | Westzaan              | juli 1921 juli 1927                    | juni 1926 1940              | Heropgericht, heette tussen 1927 en sep 1929 TOG, in 1946 gefuseerd tot VVV Westzaan                                                                                |
| WZV                       | Wijk aan Zee          | augustus 1920                          | juli 1924                   | |
| VV De Zaan                | Wormerveer            | augustus 1912                          | september 1913              | |
| VV Zaan '90               | Zaandam               | 1990                                   | —                           | |
| VV Zaandam                | Zaandam               | september 1912                         | februari 1915               | |
| ZVV Zaandijk              | Zaandijk              | oktober 1917                           | —                           | |
| ZVV Zaanlandia            | Zaandam               | september 1912                         | —                           | Heette tot oktober 1912 DVO |
| VV Zaanse Boys            | Zaandam               | november 1930                          | 1990                        | In 1990 gefuseerd tot VV Zaan '90 |
| VV Zaanstad               | Zaandam               | 1973                                   | 1990                        | Fuseerde in 1990 tot VV Zaan '90 |
| ZAP                       | Breezand              | september 1940                         | —                           | Was tot 1940 aangesloten bij de DHVB |
| ZCFC                      | Zaandam               | september 1940                         | —                           | Was tot 1940 aangesloten bij de CNVB |
| SV ZDH                    | Den Hoorn             | december 1942                          | —                           | |
| MSV Zeemacht              | Den Helder            | september 1919                         | maart 1942 —                | Tot de Tweede Wereldoorlog diverse keren korte tijd uitgeschreven en later weer ingeschreven, na de oorlog heropgericht                                             |
| VV Zeemeeuw               | Den Helder            | mei 1932                               | Vraag                       | |
| VV Zeevogels              | Egmond aan den Hoef   | augustus 1922                          | juni 1933                   | Heette tot februari 1924 VV Zeemeeuwen |
| VV Zeevogels              | Egmond aan den Hoef   | september 1940                         | —                           | Was tot 1940 aangesloten bij de DHVB |
| ZFC                       | Zaandam               | september 1908                         | —                           | Was tot 1910 ook aangesloten bij de Amsterdamsche Volks Voetbalbond                                                                                                 |
| ZVV Zilvermeeuwen         | Zaandam               | november 1921                          | —                           | |
| VV De Zouaven             | Lutjebroek            | september 1940                         | —                           | Was tot 1940 aangesloten bij de DHVB |
| ZSV                       | Zaandam               | september 1912                         | september 1913              | |
| ZSV                       | Zaandam               | juli 1917                              | november 1917               | |
| VV Zunderdorp             | Zunderdorp            | augustus 1921                          | maart 1922                  | |
| ZVV                       | Zaandam               | 1902                                   | 1990                        | Was tot 1902 aangesloten bij de Haarlemsche Voetbalbond, heette tot januari 1906 UNI, tussen januari 1906 en november 1907 VZVV, in 1990 gefuseerd tot Hellas Sport |
| RKVV Zwaagdijk            | Zwaagdijk             | juni 1942                              | —                           | Was tot 1934 aangesloten bij de DHVB onder de naam ZVV |
| VV De Zwaluw              | Anna Paulowna         | 1929                                   | Vraag                       | |
| Zwaluwen '30              | Hoorn                 | september 1940                         | —                           | Was tot 1940 aangesloten bij de CNVB, heette tot 1942 De Zwaluwen, vervolgens HCSV                                                                                  |